# Glen Haven
Glen Haven è un comune degli Stati Uniti d'America, situato in Wisconsin, nella contea di Grant.